# The Spanish Earth
The Spanish Earth, traduït en la seva versió en castellà com a Tierra de España, és un documental del 1937 realitzat durant la Guerra Civil espanyola a favor de la causa del govern de la Segona República Espanyola. En fou el director el neerlandès Joris Ivens i en feu la narració en la versió anglesa John Dos Passos i Ernest Hemingway.